# Château du Croisillat
Le château du Croisillat est un édifice du XVe siècle transformé au XVIIe siècle situé sur la commune de Caraman, dans le département de Haute-Garonne.
Il est inscrit partiellement au titre des monuments historiques.

## Protection
La chapelle du premier étage fait l’objet d’une inscription au titre des monuments historiques depuis le 30 août 1995.